# Pette-Boon

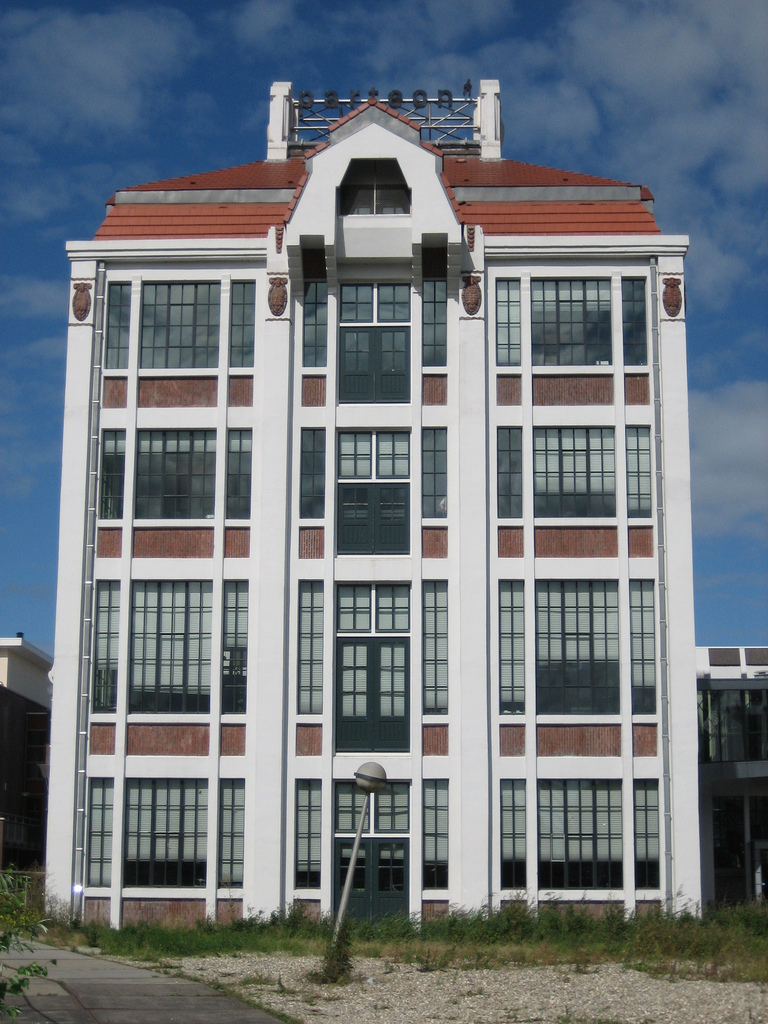
Voormalige Pette chocoladefabriek.

Pette-Boon was de naam van een cacao- en chocoladefabriek te Wormerveer die in 1937 ontstond door de overname van de fabriek van Pette door de firma Boon.

## Pette
Pette was een chocoladefabriek te Wormerveer, opgericht door de familie Pette in 1872 als Chocoladefabriek J. Pette Hzn. In 1899 bouwde men de eerste stenen fabriek waar in 1901 een suikerwerkfabriek bij kwam. In 1903 werden de chocolade- en de suikerwerkfabriek gescheiden en werd de bedrijfsvorm in een N.V. omgezet. In 1907 werd een nieuwe chocoladefabriek aan de Marktstraat te Wormerveer gebouwd. In 1912 trad de familie Kaars Sijpesteijn aan. In 1916 werd de zogeheten cacaotoren en in 1919 de chocoladefabriek gebouwd.De architect was Mart J. Stam. Dezelfde architect ontwierp ook de gebouwen voor Rijstpellerij "Mercurius" te Wormer. De gebouwen van Pette behoorden tot de eerste die met een betonconstructie waren gebouwd.
Het bedrijf heeft hierop een nog grote bloeiperiode gekend tot de jaren dertig. Er werkten op het hoogtepunt 400 mensen. In 1937 viel, ten gevolge van toegenomen concurrentie en de gevolgen van de economische crisis, het doek voor Pette en werd het bedrijf overgenomen door de firma Boon.

## Boon
Deze cacaofabriek stond bekend als W.J. Boon & Comp., later ook Koninklijke Fabriek Boon N.V. en Promena Boon. De fabriek produceerde onder andere de Koetjesreep. Ook Dick Laan werkte hier. In 1933 woedde er op het complex een felle brand, waarbij de gebouwen De Ruyter, Promena en Bahia werden verwoest. 

## Pette-Boon
Ook dit bedrijf kon de glorietijden niet meer doen herleven. Begin jaren 90 werd het overgenomen door de zoetwarenfabrikant Klene Goedhart die er drop en chocolade produceerde. In 1994 werd het complex aan een projectontwikkelaar verkocht die het geheel wilde slopen. Wegens de monumentale status werd een sloopvergunning echter geweigerd. In 2000 werd het geheel overgenomen door woningcorporatie Parteon en in 2001 tot Rijksmonument verklaard. Vanaf 2002 werden de meeste gebouwen gesloopt, maar de twee monumentale gebouwen, cacaotoren en productiehal, werden gerestaureerd en er kwamen deels kantoren en deels appartementen in. Op het vrijgekomen terrein kwamen woningen en winkels.